# Mountainbike
Ein Mountainbike (MTB, englisch für Bergfahrrad) ist ein Fahrrad, das besonders auf den Einsatz abseits befestigter Straßen ausgerichtet ist. Gängige Merkmale sind breite Reifen mit grobem Profil, eine Federung von Vorder- und manchmal auch Hinterrad, Scheibenbremsen und ein breiter Lenker. Anbauteile wie Gepäckträger, Klingel, Reflektoren oder eine feste Beleuchtung sind in der Regel nicht vorhanden.
Der Begriff All-Terrain Bike (ATB, englisch für Fahrrad für alle Geländearten, wobei „Terrain“ auch ebene und asphaltierte Böden einschließt) wird zuweilen synonym zu MTB verwendet, jedoch wurden und werden unter dieser Bezeichnung auch besonders geländetaugliche Trekkingräder verkauft. Der Zweirad-Industrie-Verband (ZIV) führt die Sparte ATB getrennt von den Sparten MTB und Trekking als Räder „für Straßen und leichtes Gelände“ und weist statistisch keine ATB mit Motorunterstützung aus – obwohl E-ATB namentlich vermarktet werden.

## Geschichte

### Die frühen Jahre
Auch wenn es schon frühere Ansätze gegeben hat, Fahrräder robuster und geländetauglicher zu machen, wird heute allgemein das Jahr 1973 als die Geburtsstunde und der Mount Tamalpais in Marin County, Kalifornien, als der Geburtsort des Mountainbikes angesehen. Die ersten Mountainbikes waren Fahrräder des Typs „Schwinn Cruiser“, die von einer Gruppe von Radsportlern um Gary Fisher, Joe Breeze und Charles Kelly benutzt wurden, um die Schotterpisten am Mount Tamalpais hinunterzurasen. Die aus den 1930er Jahren stammenden Cruiser des Herstellers Schwinn waren – wie der Name schon vermuten lässt – alles andere als Sportfahrräder, sondern vielmehr für das gemütliche Dahinrollen („cruisen“) ausgelegt. Die Schwinn Cruiser waren stabil gebaut und hatten dicke Ballonreifen auf 26-Zoll-Felgen, womit sie für die schnellen Abfahrten über die Schotterpisten des Mount Tamalpais weit besser geeignet waren als die leichten Rennräder, die damals der einzige Typ von Fahrrädern für sportliche Zwecke waren. Die Schwinn Cruiser waren sehr schwere Fahrräder, weshalb sie von Gary Fisher, Joe Breeze und den anderen Fahrern auch tatsächlich nur für Abfahrten benutzt wurden. Die ersten Mountainbiker waren also reine „Downhiller“.
Erste regelmäßige Mountainbike-Rennen gab es ab 1976. Sie wurden ebenfalls von der oben erwähnten Gruppe am Mount Tamalpais ausgerichtet. Diese Rennen gaben den Anstoß für eine ganze Reihe von technischen Modifikationen, die den Anfang der Entwicklung zur heutigen Mountainbike-Technik darstellen. Auf der Suche nach belastbareren Teilen setzten die frühen Mountainbiker auch Motorradteile (Lenker, Bremsen) ein.

### Das erste Mountainbike
Das erste „echte“ Mountainbike hat Joe Breeze 1977 für Charles Kelly hergestellt. Auch wenn sich Breeze dabei hinsichtlich der Rahmengeometrie stark an den Cruisern orientierte, war es das erste Mountainbike, das nicht ein nachträglich für den Einsatz als Mountainbike umgerüsteter Cruiser war und komplett aus neuen Komponenten aufgebaut war.
Zwei Jahre später stieß Tom Ritchey zu der Gruppe und fertigte weitere Rahmen, zunächst in Eigenregie, später für Gary Fisher. Die Rahmen unterschieden sich von den bisherigen Modellen durch eine tourentauglichere Geometrie, die sich auch für das Bergauf-Fahren eignete. Zu dieser Zeit entstand auch der Begriff „Mountainbike“: Ein Kunde in Ritcheys Verkaufsraum zeigte auf das Rad mit den dicken Reifen und meinte „Hey, das ist ein Mountainbike“. Ritchey gefiel die Bezeichnung und er entschloss sich, die von ihm gebauten Räder fortan unter dem Markennamen „Ritchey-Mountainbike“ zu vertreiben. In der Folge übernahmen Gary Fisher und Charles Kelly den Aufbau der von Tom Ritchey gefertigten Rahmen zu vollständigen Mountainbikes und den Vertrieb dieser Räder. Gary Fisher war auch der Erste, der eine moderne Gangschaltung an eines der alten Bikes baute. Er führte die Daumenschaltung und den Schnellspanner am Sattel ein. Das war eine große Hilfe, denn die Fahrer der ersten Stunde stellten ihren Sattel ganz nach unten, wenn sie Abfahrtsstrecken in den Pedalen stehend hinunterrasten. Zu den ersten Herstellern im noch jungen Markt gehörten – außer Ritchey und SunTour – auch Shimano (Komponenten) und Specialized (Kompletträder).
Es entstanden viele kleine Hersteller, die heute weitgehend wieder vom Markt verschwunden sind:
- Tom Ritchey mit den zweiten (nach Joe Breezes „Breezer“) speziell fürs Mountainbiken gebauten Rahmen aus Stahlrohren. Mit dem Aufkommen der Aluminium-Rahmen verringerte er mit selbstentwickelten und vom japanischen Hersteller Tange hergestellten Rohrsätzen das Gewicht seiner Stahlrahmen immer weiter.
- Charles 'Charlie' Cunningham, Mitbegründer und -eigentümer von Wilderness Trailbikes (WTB), mit einem der ersten Aluminium-MTB-Rahmen.
- Keith Bontrager mit vielen Detaillösungen und Gabelkonstruktionen.

### Entwicklung zu einer globalen Industrie
In den 1980er Jahren erfuhr das Mountainbiken ein starkes Wachstum. Es fand überall auf der Welt Verbreitung und wurde auch in Europa so populär, dass die Verkaufszahlen der Mountainbikes die aller anderen Fahrradtypen überflügelten.
Die Rahmen wurden weiterentwickelt, indem neben den dünnwandigen Stahlrohren alternative Materialien wie Aluminium, Titan und später auch Kohlenstofffaserverstärkter Kunststoff („Carbon“) verwendet wurden. Die Ausstattungskomponenten wurden ebenfalls weiterentwickelt, vor allem von den japanischen Herstellern Shimano und SunTour mit Rasterschaltung, Lenker-Schalthebeln, ovalen Biopace-Kettenblättern und Cantilever-Bremsen.
Mit zunehmender Verbreitung und Nachfrage stiegen zum einen etablierte Fahrradhersteller in die Mountainbikefertigung ein, zum anderen wuchsen einige bisherige Kleinserien-Hersteller zu Massenherstellern. Zu den Vorreitern in der Mountainbike-Massenfertigung gehörten unter anderem:
- Specialized als erster Großserienhersteller überhaupt
- Cannondale als erster Großserienhersteller von Aluminiumfahrrädern

Anfang der 1990er Jahre begannen die Hersteller ihre Fertigung nach Japan und kurze Zeit später nach Taiwan auszulagern. Mitte der 1990er hatten sich die taiwanischen Hersteller so weit etabliert, dass sie unter eigenem Namen in den Markt traten und qualitativ hochwertige Rahmen und Komponenten zu vergleichsweise niedrigen Preisen anbieten konnten.
Trotz der großen Konkurrenz aus Asien halten sich heute noch einige kleinere Betriebe im Markt, die sich meist auf Kleinserien und Maßanfertigungen spezialisiert haben und in der Regel teurer als die großen Herstellern anbieten.
Außer den Rahmenbauern gibt es – auch im deutschsprachigen Raum – Firmen, die sich auf einzelne Komponenten spezialisiert haben, mit denen sich Mountainbikes selbst aufbauen oder nachrüsten lassen oder die Verschleiß unterliegen und ersetzt werden müssen, wie bspw. die Kette oder die Kettenblätter.
Viele Bauteile moderner Fahrräder aller Typen wurden ursprünglich für den Mountainbikesport entwickelt oder dort weiterentwickelt. Zu erwähnen sind hier insbesondere V-Bremsen, Scheibenbremsen, Federgabeln, Hinterbaufederungen und Nabenschaltungen. Die aus dem Motocross bekannten Federgabeln setzten sich zuerst bei den extremen Downhillfahrern durch. Heute gehört im Downhill- und Freeridebereich auch eine Hinterbaufederung zum Standard. Auch für Cross-Country werden heute vollgefederte Räder angeboten. Im Jahr 2010 wurde von Endorfin das erste Mountainbike mit einem 18-Gang-Pinion-Getriebe auf der Fahrradmesse Eurobike vorgestellt.

### Tourenrad
Die frühen, noch allgemein auf Robustheit konzipierten Mountainbikes haben sich auch als gut tauglich für Radreisen, im Gebirge wie im Flachland erwiesen.
Dies bot sich einerseits an, um schweres Gepäck zu transportieren, andererseits eigneten sich die Räder auf Grund ihrer Offroad-Tauglichkeit. Dazu wurden sie mit geänderten Schaltungen, Gepäckträgern straßenverkehrstauglich umgerüstet. Sie knüpften damit an die Tradition der schweren, aber „unkaputtbaren“ Fahrräder des frühen 20. Jahrhunderts an, wie sie im Militärfahrrad ihre Hochblüte fanden.
Mit dem Populärwerden der Fern-Radtouren wie auch der Entwicklung des spezialisierten Mountainbike-Sports begann sich seit den 1980er Jahren das Tourenrad (Trekkingrad, zu Trekking‚ Fernwandern) als eigenständige Bauform neben dem Mountainbike zu entwickeln. Zu seinen Eigenheiten gehört, dass auch eine stabile Damenrad-Variante entwickelt wurde. Unter Trekkingrad versteht man aber heute allgemein höherwertige Alltags- bis Freizeiträder mit 28″-Rädern; Räder für längere Touren mit Fokus auf Belastbarkeit wie auch Fahrkomfort werden heute – seien sie umgerüstete Mountainbikes, Trekkingräder oder Spezialanfertigungen – als Reiserad bezeichnet.
Die Trekkingräder wurden zunehmend als Gebrauchsrad im Alltag angenommen, besonders ab den 1990ern, als für junge Stadtmenschen der prinzipielle Autoverzicht zum Thema wurde. Vorteilhaft waren die Allwetterauglichkeit, was auch das Fahren in der Wintersaison erleichtert, und die Gepäcktauglichkeit, sowohl zum reinen Einkaufen wie im ebenfalls zu dieser Zeit entstehenden Radkurierdienst (der damit von der Expresszustellung, für die Rennräder gut geeignet sind, auch auf Lastentransport ausgeweitet wurde – in diese Zeit fällt auch die Verbreitung der Fahrradanhänger, für die sich umgerüstete Mountainbikes ebenfalls als Zugfahrzeug besonders eigneten). Die niedrigen Geländeübersetzungen sind auch im städtischen Stop-and-go-Verkehr hilfreich, und die Breitbereifung insbesondere in Städten mit Katzenkopfpflaster oder Straßenbahnschienen (für schmale, frühere Bereifung eine wirkliche Gefahrenquelle). Daraus entwickelte sich das Citybike, heute meist Unisex mit Wave-Rahmen.
Die gemeinsame Herkunft ist daran zu sehen, dass man unter „Tourenrad“ im Deutschen heute primär das auf Komfort ausgelegte Citybike und Allzweckräder versteht, nicht die auf Einsatz für Offroad- und Ferntouren ausgelegten Trekking- und Reiseräder. Alle diese Abgrenzungen wandeln sich aber mit Entwicklung neuer Technologien (wie Stoßdämpfern, Scheibenbremsen, elektrischem Antrieb) laufend. Unter den Begriff des Mountainbikes im Sinne des Sportgerätes fallen diese Gebrauchsräder heute nicht mehr. Sie übernehmen aber die Innovationen, die meist bei den Sporträdern entwickelt werden.
Eine moderne Mischform aus Mountainbike und Citybike ist das Urbanbike als Freizeitsportgerät. Die Spielart des Trekkingrads, die sich wieder dem Mountainbike annähert, nennt man auch Crossrad (nicht zu verwechseln mit dem Renngerät des Radcross).

### Besondere Ereignisse
- 1981: Der Hersteller Specialized bringt mit dem Modell Stumpjumper das erste in Großserie produzierte Mountainbike auf den Markt.[15]
- 1982: Der japanische Komponentenhersteller Shimano präsentiert unter dem Namen Deore die erste vollständige Mountainbike-Komponentenserie.
- 1988: In Crans-Montana findet die erste Mountainbike-Weltmeisterschaft statt.[16]
- 1990: Bei den Mountainbike-Weltmeisterschaften in Durango, Colorado wird der Amerikaner Ned Overend erster offizieller Titelträger.[17]
- 1990: Erste deutsche Meisterschaften in Kirchzarten im Schwarzwald.
- 1991: Gründung der Deutschen Initiative Mountainbike
- 1996: Bei den Olympischen Spielen in Atlanta wird Mountainbiking (Cross-Country) erstmals als olympische Disziplin ausgetragen.[18] Olympiasieger werden der Niederländer Bart Brentjens und Paola Pezzo aus Italien.[19]
- 1999: Die ersten World Games of Mountainbiking finden statt.
- 2012: Die ersten 24h-MTB-Meisterschaften werden unter der Leitung der WEMBO (World Endurance Mountain Bike Organisation)[20] in Finale Ligure ausgetragen.[21]

## Technik

Bauteile eines Hardtail MTB

Typische Merkmale eines Mountainbikes sind breite, meist grobstollige Reifen. Der ursprüngliche Felgendurchmesser von 559 mm (Reifendurchmesser 26″) wird zunehmend durch 622 mm (Reifendurchmesser 29″) sowie 584 mm (Reifendurchmesser 27,5″) verdrängt.
Lange Zeit vorherrschend waren Kettenschaltungen mit Dreifach-Umwerfer und 7- bis 10-fach-Schaltwerk. Gängige Übersetzungen bei Dreifach-Kettenblättern vorn sind 44/32/22 oder 48/36/26 und hinten 11 bis 32, 34 oder 36 bei 7 bis 10 Zahnkränzen, womit die Räder Bandbreiten von 582 % bei moderaten Gangsprüngen von durchschnittlich 12,6 % (bei 10-fach) bis zu 655 % bei 14 % (10-fach) erreichen und im Vergleich zu Rennrädern deutlich kleinere Entfaltungen von bis um 1,40 m.
Aktuell (2023) werden Dreifachschaltungen indes von den großen Herstellern nur noch an Trekkingrädern neu verbaut, während sich bei den Mountainbikes Einfachschaltungen mit 11 oder 12 Zahnkränzen und einem 28 bis 34 Zähne großen vorderen Kettenblatt durchgesetzt haben, was Masse und Wartungsaufwand reduziert, andererseits aber die Anzahl zur Verfügung stehender Gänge und Übersetzungen reduziert. Diese können immer noch eine Bandbreite von immerhin 520 % erreichen, wie zum Beispiel bei der Sram Eagle Schaltung mit zwölf Zahnkränzen in einer Größe von 10 bis 52 Zähnen, jedoch auf Kosten höherer Gangsprünge von durchschnittlich 15,2 %.
Mountainbikes haben im Vergleich zu Holland-, Touren- oder Rennrädern relativ kleine Rahmen (Rahmenhöhe etwa 10 cm niedriger als bei einem vergleichbaren Rennrad), oft mit nach hinten abfallendem Oberrohr. Durch kürzere Rohre mit größeren Querschnitten erhöhen sich Festigkeit und Steifigkeit. Insbesondere Aluminium- und Carbonrahmen haben in der Regel große Rohrdurchmesser. Als Rahmenwerkstoff werden heute vorwiegend Aluminiumlegierungen verwendet. Vermehrt werden aus Gewichtsgründen auch Rahmen aus kohlenstofffaserverstärktem Kunststoff (KFK) gefertigt. Stahl wird mittlerweile nur noch selten verwendet, noch seltener Titan.  Stahlrahmen sind gegenüber Aluminium oft weniger steif, was sich jedoch weniger bemerkbar macht als bei Rennrädern, da die breiten Reifen der Mountainbikes bereits die meisten Stöße abfedern. 
Aktuelle Mountainbikerahmen verzichten auf Cantileversockel zur Befestigung von Cantilever-, V-Bremsen oder hydraulisch betätigten Felgenbremsen, da sich die hydraulische Scheibenbremse mit Durchmessern von bis 220 mm durchgesetzt hat. Federgabeln gehören zur Standardausstattung. Ein auch hinten mit Federung ausgestattetes, also vollgefedertes Mountainbike wird auch Fully (Kurzform für „Full Suspension“) genannt. Ein Mountainbike mit ungefedertem Hinterrad wird demgegenüber als Hardtail bezeichnet.

### Federungssysteme
Die anfangs eingesetzten Elastomer-Federungen wurden später durch die Stahlfedern (teilweise mit Öl- oder Luftdämpfung) und schließlich durch Luftfederung verdrängt. Luftfederungen werden vorwiegend in Bereichen eingesetzt, in denen das Gewicht des Fahrrades von Bedeutung ist (zum Beispiel Cross-Country-Race, Marathon). Stahlfederungen werden bevorzugt, wenn das Material – wie beim Downhill – sehr hohen Belastungen ausgesetzt wird oder eine hohe Zuverlässigkeit erwünscht ist. Beispiele von Federungsmarken: Fox Racing Shox, Rock Shox, Marzocchi, X-Fusion, Developed Suspension (DVO), Manitou und andere.

#### Vorderrad

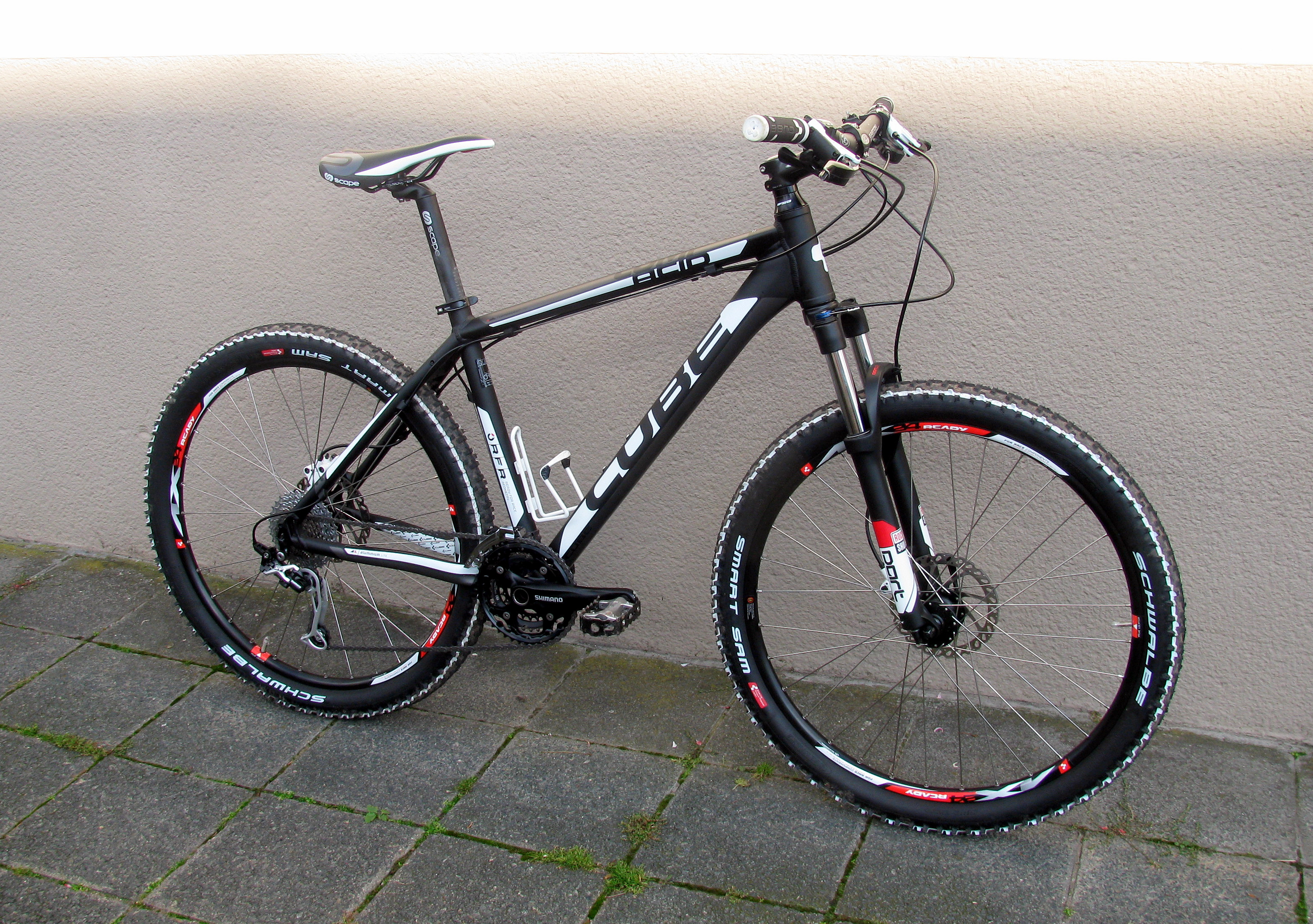
Nur vorne gefedertes (Hardtail) Mountainbike

Zur Federung des Vorderrades dient eine sogenannte Federgabel, bei der in einem Gabelrohr meist die Federung und im anderen Gabelrohr die Dämpfung eingebaut ist. Als Dämpfungsmedium ist in den meisten Gabeln Öl zu finden. Als Feder dient meist eine Luft- oder eine Stahlfeder im anderen Gabelrohr. Gabeln mit Luftfeder haben den Vorteil, dass sie meist leichter sind und die Federhärte über ein Ventil angepasst werden kann. Die Stahlfeder hat eine linearere Kraft-Weg-Kennlinie und spricht leichter an, weil sie weniger Reibung hat – das Gabelrohr muss nicht so aufwändig abgedichtet sein.
Es gibt zahlreiche Federgabelsysteme, an denen sich der Federweg manuell verstellen lässt, diese werden aber heutzutage nicht mehr weiterentwickelt oder hergestellt und sind eher selten zu sehen (U-Turn-System von RockShox, die Gabel Talas von Fox, das System ETA von Marzocchi).

#### Hinterbau
Das hintere Federelement wird meist als Dämpfer bezeichnet und über den Hinterbau angelenkt. Auch hier gibt es Luftdämpfer und Stahlfederdämpfer, welche sich im Gewicht und der Kennlinie unterscheiden. Für den Hinterbau existieren zahlreiche Bauformen, die sich in ihrer Kinematik, ihrem Gewicht und im Preis unterscheiden. Die bekanntesten Bauformen sind:

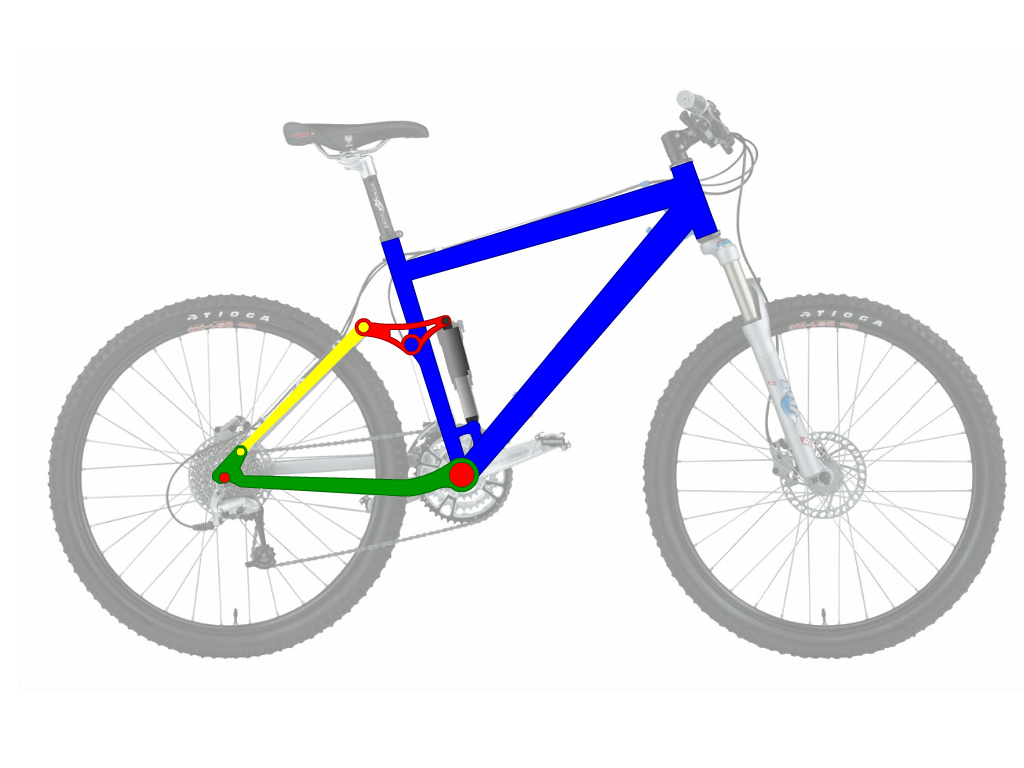
Eingelenker

Eingelenker, die Kettenstrebe ist mit dem Ausfallende fest verbunden. Zwischen der Kettenstrebe und dem Rahmen gibt es ein Gelenk, um das sich die Hinterachse beim Einfedern dreht. Diese Bauformen haben teils weitere Gelenke am Federelement, die nicht mitgezählt werden, da sie nur der Dämpferanlenkung und der Abstützung seitlicher Kräfte dienen (abgestützte Eingelenker), aber durch ihre Position die Raderhebungskurve nicht beeinflussen.

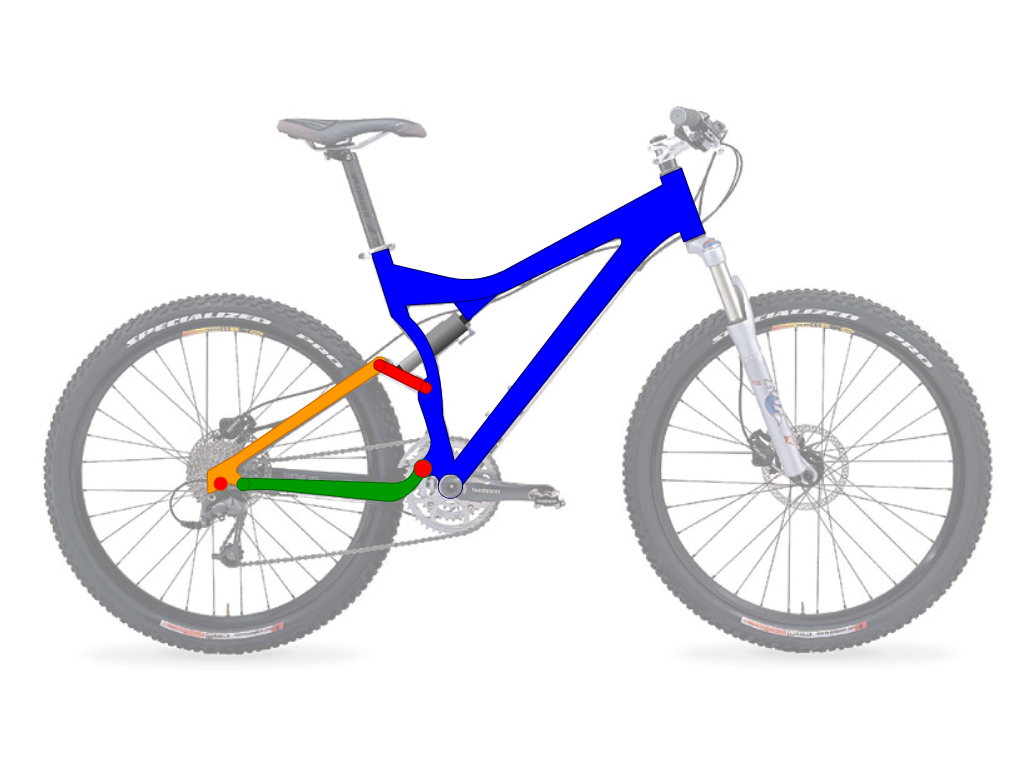
Viergelenker

Viergelenker, zwischen der Kettenstrebe und dem Ausfallende befindet sich ein weiteres Gelenk, das als Horst-Link bezeichnet wird. Durch das zusätzliche Gelenk sollen sich die Einflüsse von Antrieb und Bremse auf die Bewegung des Hinterbaus verringern. Gleichzeitig soll das Hinterrad eine harmonischere Einfederbewegung beschreiben. Als Nachteile bei diesem System gelten der größere Verschleiß bei den Lagern, ein höherer Preis sowie das höhere Gewicht.
VPP-Hinterbau (Virtual Pivot Point), dieses System hat zwei Lager zwischen der Kettenstrebe und dem Rahmen, dadurch entsteht ein virtueller, wandernder Drehpunkt, um den sich das Hinterrad beim Einfedern dreht.
Die Federung des Hinterbaus bringt außer dem Komfortgewinn auch zahlreiche Probleme. Durch die Trennung des Hinterbaus vom Rahmen verliert das gesamte Fahrrad grundsätzlich an Steifigkeit. Dazu kommt, dass vollgefederte Rahmen im Vergleich zu ungefederten schwerer sind und einen höheren Wartungsaufwand benötigen. Zudem hat die Bewegung des Hinterbaus beim Ein- und Ausfedern Einflüsse auf den Antrieb, unter anderem den sogenannten „Pedalrückschlag“, der entstehen kann, wenn ein Zug auf die Antriebskette und somit auf die Kurbeln durch das Aus- und Einfedern des Hinterbaus wirkt. Die Hersteller von Federungselementen und Rahmen versuchen diesen Problemen durch eine Reihe von konstruktiven Maßnahmen zu begegnen.

## Typen
Trotz einiger Gemeinsamkeiten unterscheiden sich Mountainbikes erheblich voneinander, wobei sich, abhängig vom Verwendungszweck, einige Grundtypen aufführen lassen.
Vom Cross Country über All Mountain, Enduro bis zum Downhillrad wechseln die Räder in Stufen vom sehr steigungstauglichen Ausdauersportrad bis hin zum Spaßgerät für bergab, das nur noch eingeschränkt kletterfähig ist. Insbesondere wachsen die Federwege, was der Downhillfahrt zugutekommt, den Anstieg jedoch erschwert. Nicht einzuordnen in diese Reihe sind das Trialbike für langsame und das Dirtbike für schnelle Akrobatik sowie das Fat Bike für Untergründe wie Sand oder Schnee.

### Cross-Country (XC/CC)

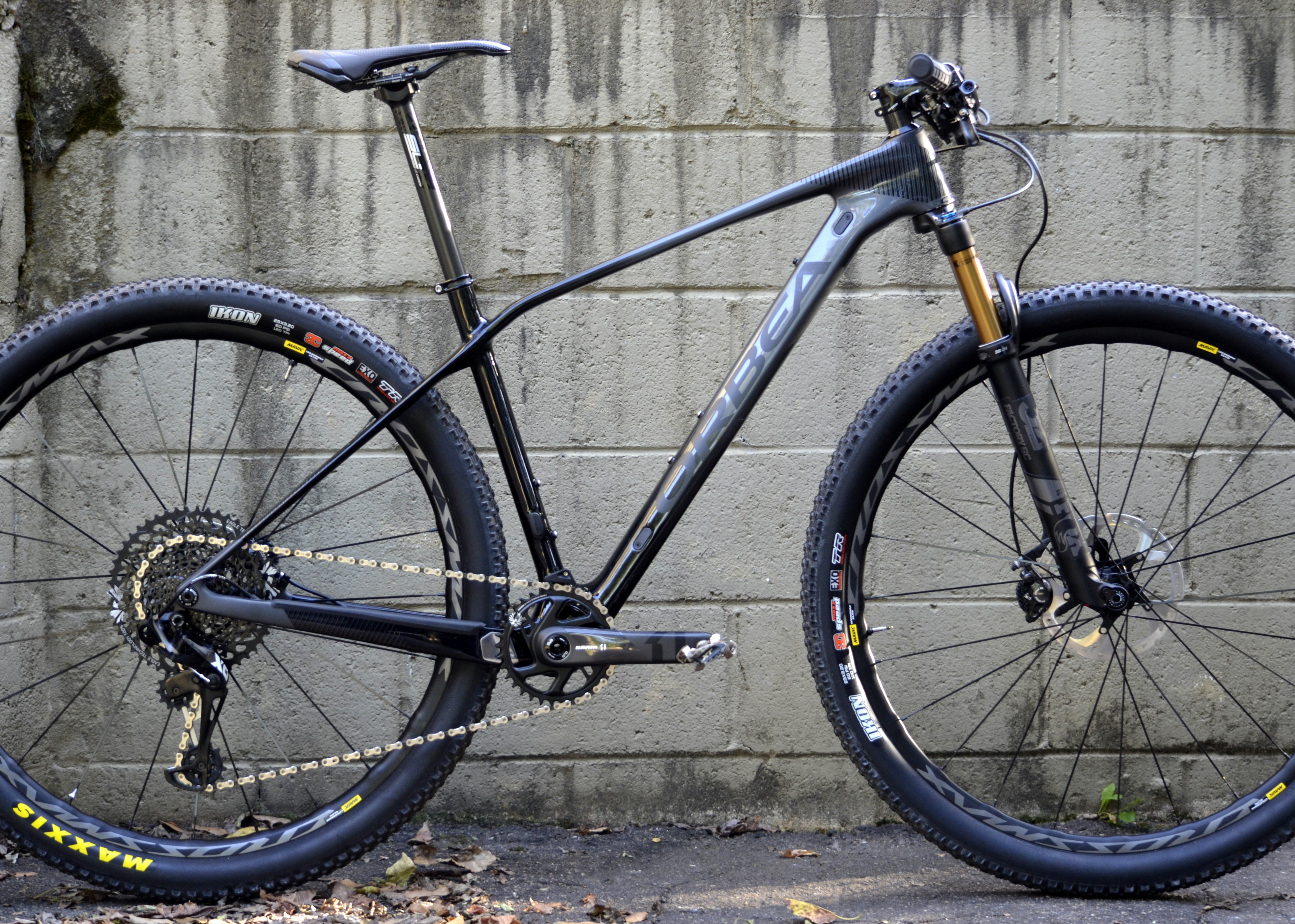
Cross-Country Hardtail (2019)

Das Cross-Country-Mountainbike ist für den (Renn-)Einsatz auf unbefestigten Wegen und Straßen ausgelegt, weniger für den Einsatz in schwerem Gelände. Es ist überwiegend ein Hardtail, aber auch Fullys werden mittlerweile für den Cross-Country-Einsatz konzipiert (Race-Fullys). Viele Fahrer setzen in diesem Bereich aus Gewichts-, Kosten-, Steifigkeits- und Haltbarkeitsgründen immer noch auf Hardtails. Die Federgabel hat einen relativ geringen Federweg von 80 bis 120 mm.
V-Bremsen werden heute kaum noch verbaut, Stand der Technik sind Scheibenbremsen. Bei Cross-Country-Mountainbikes wird ein geringes Gewicht (unter 10 kg) angestrebt. Ein typisches Cross-Country-Mountainbike im Breitensport wiegt unter 13 kg, je nach Aufwand sind für ambitionierte Sportler Gewichte unter 8 kg erzielbar.
Nachdem es schon in den 1980er Jahren Überlegungen über die Laufradgröße bei Mountainbikes gab, entwickeln die etablierten Hersteller seit ca. Anfang der 2000er Jahre zunehmend so genannte 29er (Twentyniner), die statt mit 26″-Laufrädern mit 29"-Laufrädern ausgestattet sind.
Die 29er-Mountainbikes sind also eine Art Hybrid zwischen klassischen 26″-Mountainbikes und Cyclocrossrädern, da sie deren Laufradgröße nutzen, aber die mountainbike-typische, agilere Geometrie behalten. Diese auf eine höhere Renngeschwindigkeit ausgelegten Mountainbikes sind oft Hardtails, aber auch vollgefederte Varianten sind verfügbar. Die Vorteile der 29er-Mountainbikes liegen etwa in teilweise niedrigerem Rollwiderstand und leichterer Möglichkeit, Hindernisse zu überwinden. Nachteile sind ein höheres Gewicht und damit die Trägheit der Laufräder, sowie reduzierte Wendigkeit und eine höhere Sitzposition (vor allem relevant für Personen <175 cm).

### All Mountain (AM)
Ein All Mountain ist ein oft vollgefedertes (Full Suspension) Mountainbike, welches sehr viele Einsatzmöglichkeiten bietet. Diese erstrecken sich von einfachen Touren im Flachland bis hin zur Alpenüberquerung. Im Gegensatz zum Cross-Country-Mountainbike steht das Gewicht weniger im Fokus. Wichtig sind Zuverlässigkeit, Komfort und mehr Federwegreserven beim Fahrwerk. Die Sitzposition ist sportlich – weniger gestreckt als beim Cross-Country-Mountainbike, aber noch nicht so aufrecht wie beim Enduro.
Wesentlich für ein All Mountain ist die Variabilität des Fahrwerks. Die Federwege liegen im Bereich von 120 bis 160 mm. Bei vielen Modellen lässt sich der Federweg der Gabel reduzieren oder ganz blockieren, um besser bergauf fahren zu können. Einige Modelle bieten sogar eine Federwegsverstellung für die Hinterbaufederung an.
Die Reifen sind oft etwas breiter und stärker profiliert als beim Cross-Country-Mountainbike, da sie im Laufe einer Tour unterschiedlichen Anforderungen gerecht werden müssen und die Versorgung mit Ersatzreifen während einer langen Tour im Gegensatz zu einem kurzen Wettkampf zum Problem werden kann.
Die Gewichte beginnen bei etwa 10 kg für rennorientierte (Marathon-)Modelle und enden bei etwa 16 kg für besonders robuste Ausführungen.

### Enduro (ED)

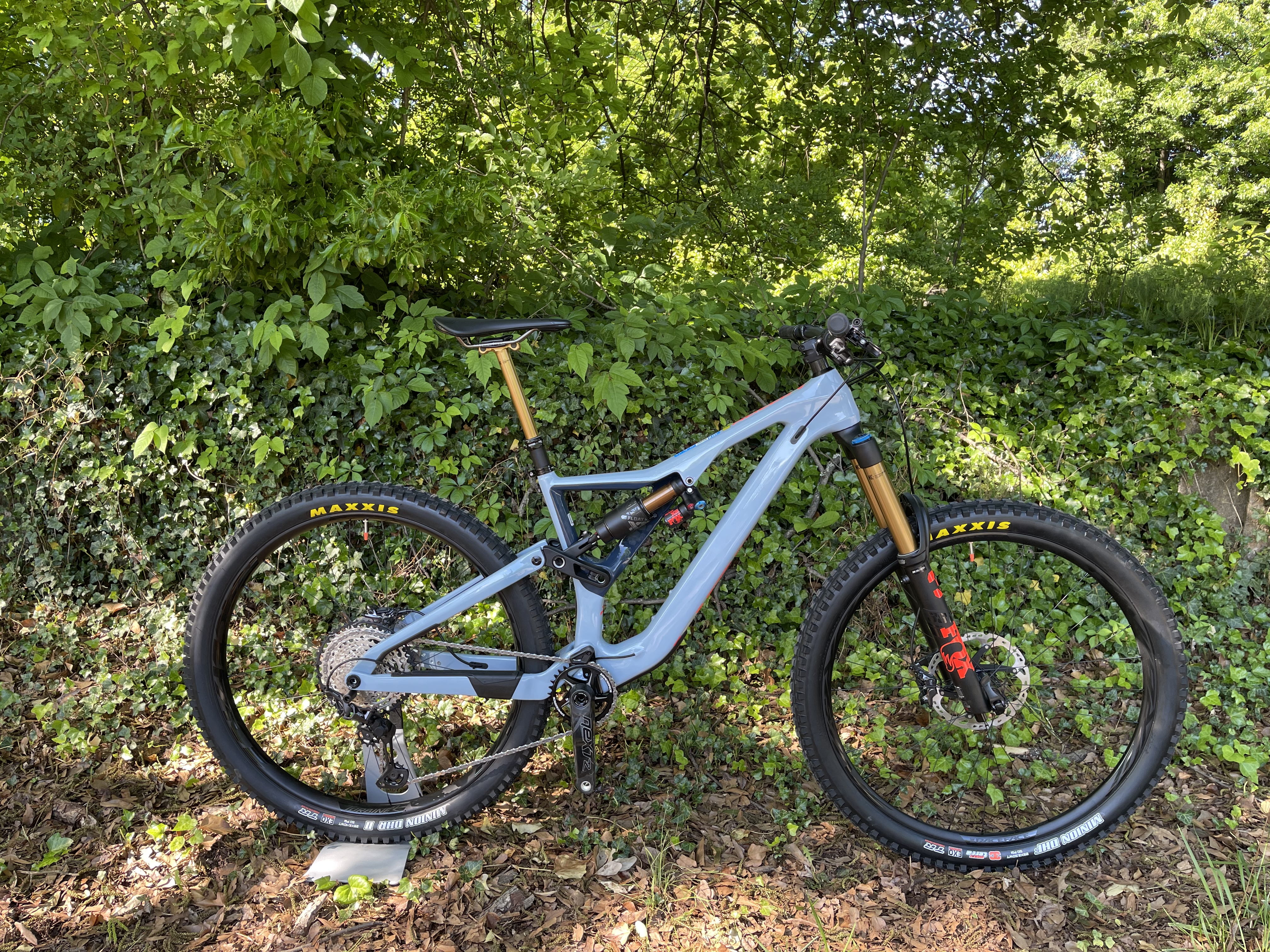
Vollgefedertes Enduro-Fahrrad (2021)

Enduro-Mountainbikes sind zumeist vollgefedert. Sie verfügen im Vergleich zum Cross-Country- und zum Touren-Mountainbike über einen größeren Federweg – von 160 bis 180 mm –, ein einstellbares Fahrwerk sowie breitere und stärker profilierte Reifen und eine stärker abfallende Rahmengeometrie. Der Lenker ist oft gekröpft und die Sitzposition dadurch aufrechter. Das Gewicht liegt etwa zwischen 13 und 17 Kilogramm.
Der Unterschied zu einem Freeride-Bike besteht darin, dass Enduros, ähnlich wie All-Mountain-Bikes, noch wesentlich tourentauglicher sind als die eher rein auf Abfahrt ausgelegten Freerider. Je nach Einsatzbereich bilden die Enduros die „Grauzone“ zwischen All-Mountain und Freeride, mal mit Kettenführung und nur einem Kettenblatt 1×11 / 1×12, mal als 2×10-Ausführung o.a. Große Federwege bieten Reserven im Downhill oder bei Drops und Sprüngen, mit abgesenkter Federgabel (welche heutzutage eher selten verbaut ist) fährt sich das Enduro wesentlich angenehmer bergauf. Außerdem haben moderne Enduros fast immer eine versenkbare Sattelstütze, um beim Bergauffahren eine bessere Sitzposition und bei der Abfahrt mehr Beinfreiheit zu erreichen. Diese sogenannte Vario-Sattelstütze hat bei Enduros je nach Rahmengröße meist 125 bis 210 mm Hub.

### Downhill (DH)
Downhill-Mountainbikes sind hauptsächlich für Downhill-Rennen (schnellstmögliche Abfahrten auf schwierigstem Gelände) konzipiert. Da Downhill-Mountainbikes nur bergab bewegt werden und der Aufstieg sehr selten aus eigener Kraft bewältigt wird, gilt bei diesen Rädern eine Masse bis 18 kg als akzeptabel. Die hohe Masse ist der stabilen Bauart geschuldet, die wegen der bei den Abfahrten auftretenden, hohen Belastungen erforderlich ist. Mittlerweile ist es jedoch ohne Stabilitätseinbußen möglich, ein Downhill-Bike mit einer Masse von 16 kg aufzubauen. Dies kommt dem Handling und den Beschleunigungsmöglichkeiten sehr entgegen. Die Rahmen sind vollgefedert und haben Federwege von 190 bis 215 mm, einen möglichst tiefen Schwerpunkt und eine laufruhige Geometrie. Die Federgabel ist fast immer als Doppelbrückengabel ausgeführt, um die nötige Torsionssteifigkeit zu erreichen. Die Bremse eines Downhill-Mountainbikes ist als Scheibenbremse mit hydraulischer Betätigung ausgeführt, wegen der höheren Belastung allerdings größer dimensioniert als bei anderen Mountainbike-Klassen.
Die Systeme sind mit 4-Kolben-Sätteln und Bremsscheibendurchmessern um 200 mm ausgerüstet. Die Reifen sind mit einer doppelten Karkasse versehen (dickwandiger), um Durchschlägen im rauen Gelände und daraus resultierenden Reifenpannen vorzubeugen. Sie haben üblicherweise eine Breite zwischen 58,5 und 68,4 mm (2,3–2,7 Zoll). Übliche Felgendurchmesser sind 29 Zoll, 27,5 Zoll oder ein Mix (auch als „Mullet“ bezeichnet) mit 29-Zoll-Vorderrad und 27,5-Zoll-Hinterrad. Die Fahrer tragen einen Integralhelm (welcher häufig von einem Nackenschutz ergänzt wird), Knieschoner und häufig Protektorjacken.

### Freeride (FR)

Freeride-Bike Kraftstoff F1

Freeride-Mountainbikes sind wie die Downhill-Mountainbikes für den Einsatz in schwerem, abschüssigem Gelände konzipiert, vollgefedert, verfügen über lange Federwege von 170 bis 190 mm und wiegen etwa so viel wie Downhill-Mountainbikes. Im Gegensatz zum Downhill-Mountainbike sind nicht alle Freeride-Mountainbikes ausschließlich auf Abfahrten ausgelegt. Die Art von Freeride-Mountainbikes, die auch bergauf zu fahren sind, nennt man dann Touren-Freerider oder Superenduro-Mountainbikes. Beim Freeride-Mountainbiken springt man zum Teil mehr als 10 Meter hohe und mehr als 20 Meter weite Sprünge. Demgemäß sind Freeride-Mountainbikes robust und verwenden auch Bauteile von Downhill-Mountainbikes. Freeride-Mountainbikes haben ein verspielteres Handling als Downhill-Mountainbikes und eignen sich daher nur bedingt für Downhill-Rennen.

### Trial
Trials sind Geschicklichkeitsprüfungen in schwerem Gelände oder auf künstlich angelegten Hindernisstrecken, die grundsätzlich mit Hardtails gefahren werden. Zu den wesentlichen Merkmalen eines Trial-Mountainbikes gehören die sehr geringe Rahmenhöhe, die fehlende oder nur angedeutete Sitzgelegenheit, welche mehr Bewegungsfreiheit zulässt, eine Starrgabel und wenige Gänge, da nur kleine Übersetzungen benötigt werden.

### Dirtbikes

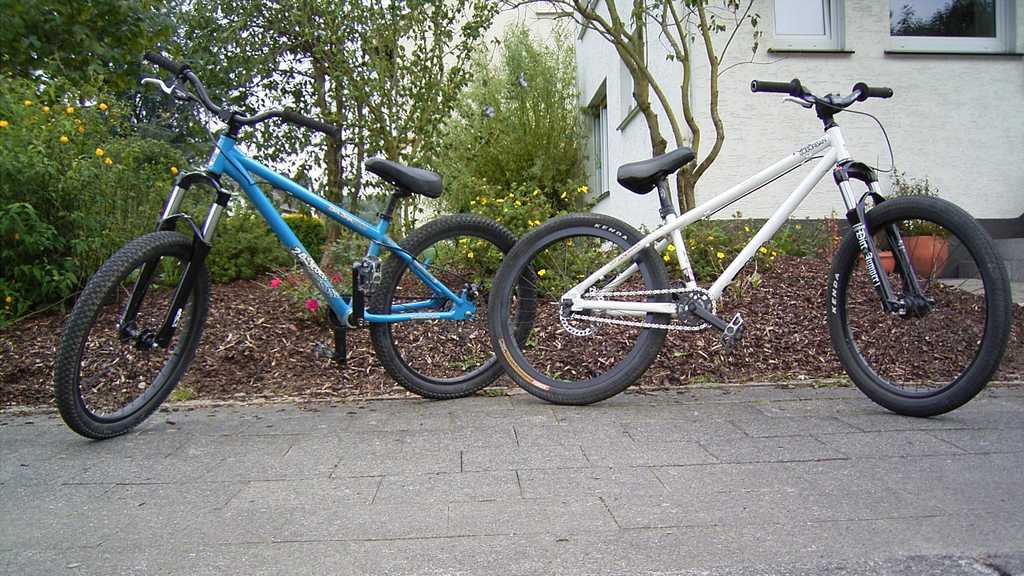
Dirt Bikes

Als Dirtbikes bezeichnet man stabile Mountainbikes mit kleinen, wendigen Rahmen. Da die Federgabel primär nur zum Abdämpfen der Landung benötigt wird, werden Federgabeln mit einem Federweg von 65 bis 110 mm verwendet. Auch Starrgabeln werden beim Dirt Jump weiterhin genutzt. Die Laufradgröße ist nicht auf 26 Zoll beschränkt, auch 24″-Laufräder sind vereinzelt anzutreffen. Fast immer wird auf eine Gangschaltung verzichtet. Das Gewicht eines Dirtbikes wird meist gering gehalten, um weniger Kraft für Sprünge aufbringen zu müssen. Zudem begünstigt das geringe Gewicht Rotationen des Fahrers oder des Bikes. Eingesetzt werden Dirt Bikes überwiegend zum Springen über sogenannte Kicker oder Dirt Jumps. Diese werden komplett aus Erde oder Lehm gebaut.

### Four Cross (4X), Biker Cross
Four-Cross-Bikes ähneln den Dirtbikes, sie haben meistens einen Starrrahmen (Hardtail) oder in seltenen Fällen, abhängig von der Strecke, auch Fullyrahmen mit wenig Federweg (max. 140 mm), jedoch sind die speziellen Rahmen etwas länger, um bei hohen Geschwindigkeiten laufruhig zu bleiben. Die Strecke ist meistens abschüssig und mit verschiedenen Sprüngen, Bodenwellen und Anliegern versehen. Bei einem Rennen starten immer vier Fahrer gleichzeitig aus einem Startgatter analog zum Skicross. Die meisten Rennen werden im K.-o.-System ausgetragen.

### Fatbikes

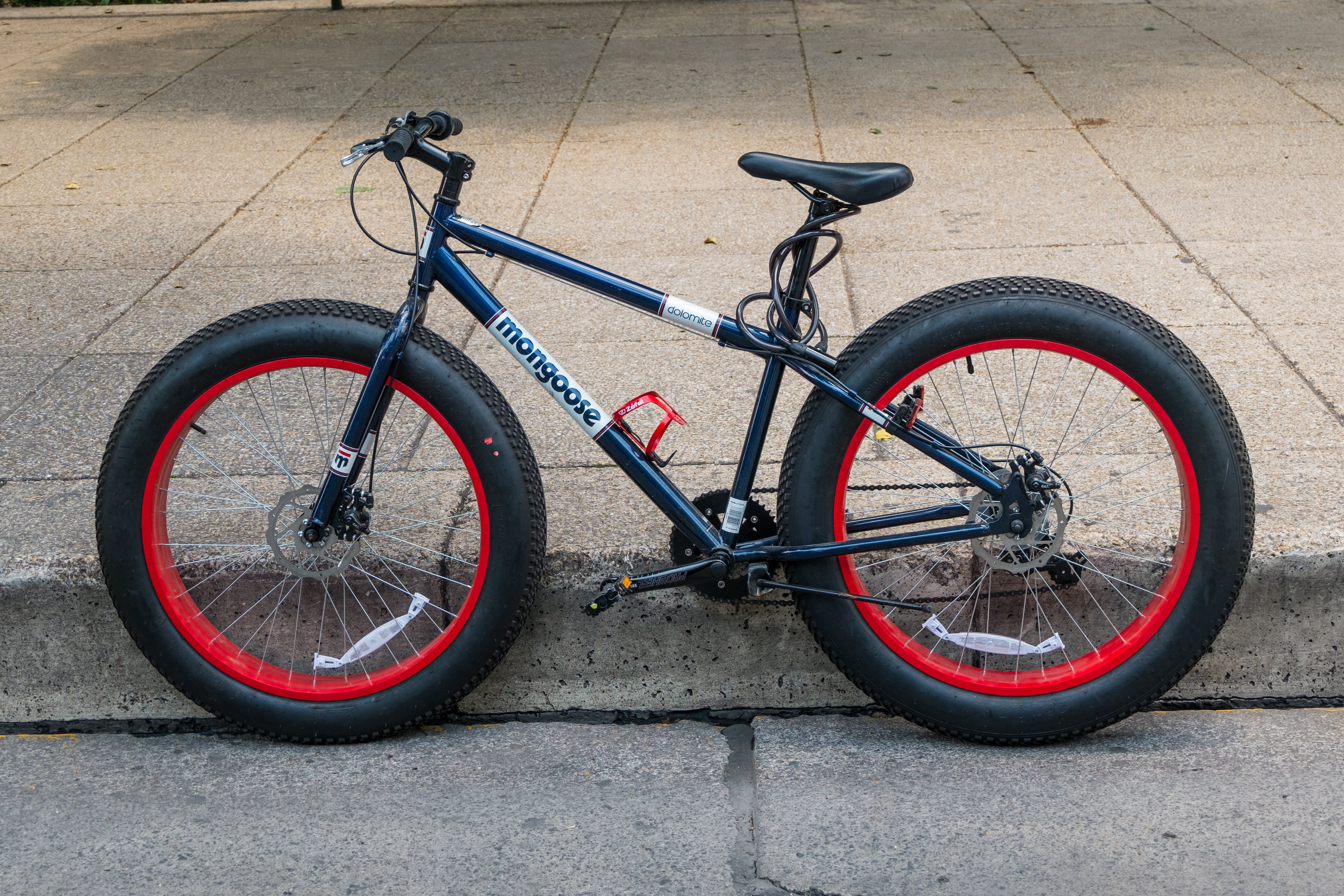
Fatbike

Die in den 2010er Jahren in Europa eingeführten Fatbikes ähneln Mountainbikes und sind für Untergründe wie Sand und Schnee ausgelegt. Sie haben extra breite Reifen von 90 bis 158 mm (3,5 bis 6,2 Zoll) Breite, die Durchmesser von ca. 76 cm (30 Zoll) erreichen. Dadurch sind auch überbreite Felgen (65 bis 100 mm) notwendig, deren Durchmesser meist 26, aber auch 27,5 oder 24 Zoll beträgt.
Aufgrund der besonders großen Laufräder werden beim Rahmen oft Geometrien ähnlich 29-Zoll-Mountainbikes sowie geänderte Gabeln, Kurbeln und Naben eingesetzt.

## Elektrisch unterstützte MTB (E-MTB)

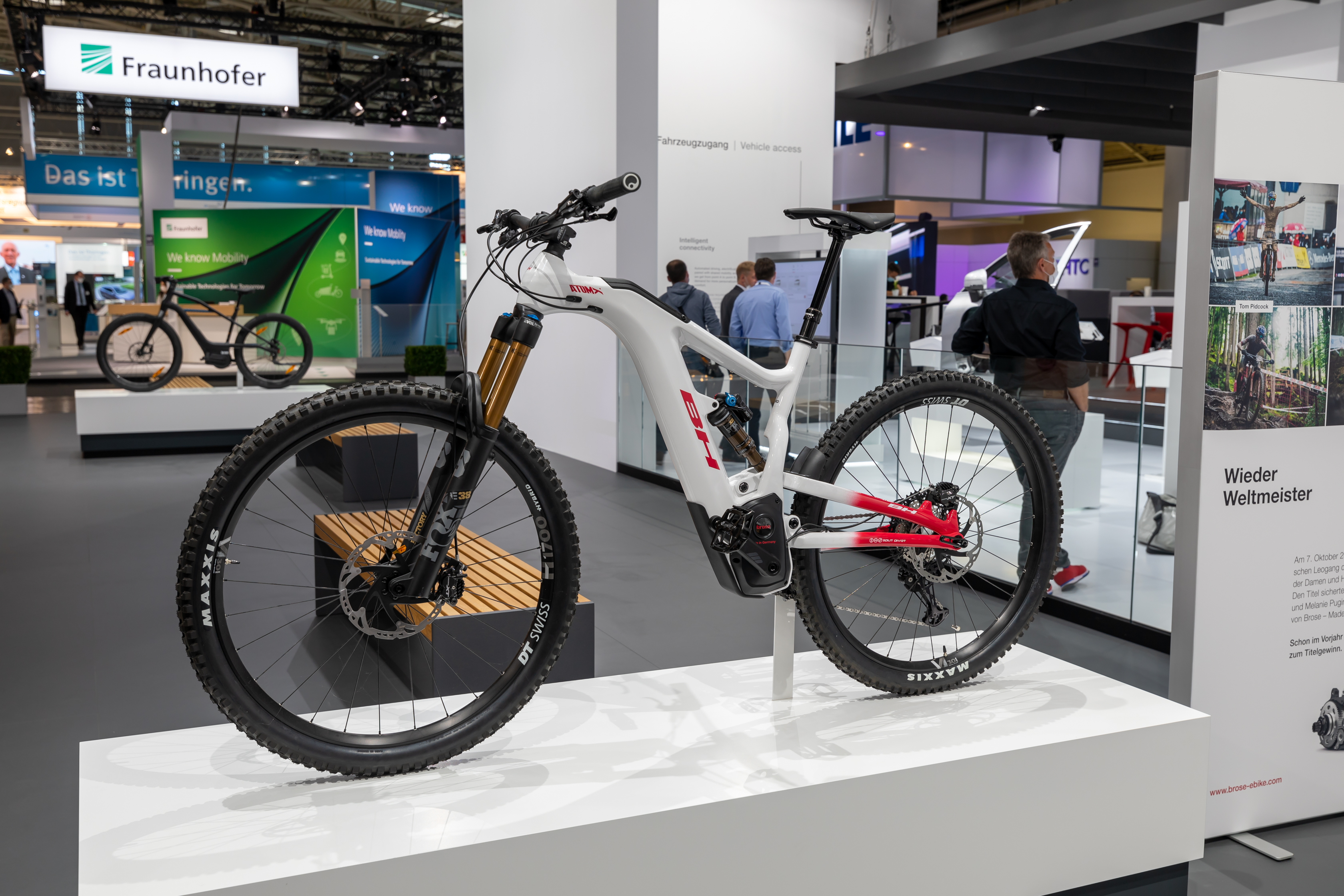
Ein vollgefedertes E-MTB

Mit der Verbreitung von E-Bikes finden vor allem seit Mitte der 2010er Jahre auch im Mountainbikebereich elektrische Hilfsmotoren Verbreitung. Als Vorteile werden dabei insbesondere das leichtere Fahren an Steigungen und die Kompensation des Gewichts robuster Rahmen und des Rollwiderstands breiter, grobstolliger Reifen genannt. Als Nachteile werden das hohe Eigengewicht von meist über 20 kg, ein hoher Anschaffungspreis und erhöhter Verschleiß genannt.

### Verkaufsstatistik
Der Zweirad-Industrie-Verband (ZIV) führt die Mountainbikes statistisch getrennt von den All Terrain Bikes, von welchen keine elektrisch unterstützten Varianten geführt werden. Laut ZIV waren 2022 etwa 90 % aller in Deutschland verkauften Mountainbikes mit einem Elektromotor ausgestattet. Dies liegt nicht vorrangig daran, dass dieser Prozentsatz an „alten“ MTB-Kunden auf Motor umgestiegen wäre, denn die Zahl der unmotorisierten MTB hatte sich seit 2019 nur halbiert. Vielmehr wuchs die Zahl der E-MTB (23 % Anstieg) insbesondere aus dem Feld der Kunden, die bislang noch nicht in dem Segment gekauft hatten. Einen nicht geringen Anteil der E-MTB dürften gefederte und grob bereifte Alltagsräder einnehmen, die nicht als Sportgeräte verwendet werden.
Würde man die All Terrain Bikes („für Straßen und leichtes Gelände“) den MTBs ohne Unterstützung hinzurechnen, betrüge der Anteil der unterstützten Räder innerhalb der MTB-ATB-Sparte statt 90 % nur noch etwa 73 %.
38 % der 2022 in Deutschland verkauften E-Bikes waren E-MTB, womit innerhalb der E-Bike-Sparten das E-MTB inzwischen deutlich vor den Sparten E-Trekking (28 %) und E-City (24 %) lag.

### Kritik
Da durch die elektrische Unterstützung mehr und insbesondere steilere Strecken durch mehr Menschen befahren werden können, befürchten Kritiker eine deutliche Zunahme des Massentourismus in den Bergen. Folge seien vermehrte Zerstörung der Natur, Konflikte mit Wanderern sowie Unfälle und Erschöpfung ungeübter Fahrer. Befürworter von E-MTBs verweisen auf, im Vergleich zu nicht-elektrischen Mountainbikes, geringe Unterschiede in Bezug auf Bodenerosion und Konfliktpotential mit Wanderern und Wildtieren.
Der Deutsche Alpenverein empfiehlt, keine Ladestationen an Hütten aufzustellen und die Nutzung von E-MTBs nicht zu bewerben. Der Österreichische Alpenverein richtet nur beim Vorhandensein überschüssiger regenerativer Energie Ladestationen ein.

## Rechtliches
Den Mountainbikes fehlt in der Regel die Beleuchtung, die Klingel oder der Rückstrahler, da sie eher Sportgerät als Verkehrsmittel dienen. Um solche Räder im Straßenverkehr einsetzen zu können, sind genannte Bestandteile teils nachzurüsten bzw. diese werden damit ausgestattet:
- Deutschland: Gemäß der Straßenverkehrs-Zulassungs-Ordnung (StVZO) sind genannte Teile nachzurüsten.
- Liechtenstein und Schweiz: Gemäß entsprechenden Verordnungen (VTS resp. VRV) sind Klingel und Rückstrahler Pflicht, bei neuen E-Mountainbikes seit 2022 zusätzlich Tagfahrlichter.